# M310 «Чернігів»
M310 «Чернігів» є кораблем класу Сандаун ВМС України. Він є другим судном, яке носить таку назву.
До 2022 року носив назву HMS Grimsby і був кораблем британського королівського флоту. Він був другим судном, яке носило таку назву.

## Історія
Корабель був побудований для Королівського флоту Великої Британії у 1998 році. Введений у експлуатацію 25 вересня 1999 року. До жовтня 2022 року проходив службу під назвою HMS Grimsby (M108).
Після передачі ВМС України отримав назву «Чернігів» та бортовий номер M310.
У квітні 2024 року повідомили, що «Черкаси» і «Чернігів» тимчасово базуватимуться на військово-морській базі Портсмут у Великій Британії. Українські екіпажі на той час пройшли 18-місячні навчання на цих кораблях.